# Jimmy Leonard
James „Jimmy“ Leonard (* 5. Juni 1927 in Smithborough, County Monaghan, Irland; † 13. April 2022 ebenda) war ein irischer Politiker der Fianna Fáil. Von 1973 bis 1981 und von 1982 bis 1997 war er Teachta Dála (Abgeordneter) im Dáil Éireann, dem Unterhaus, und von 1981 bis 1982 Mitglied im Seanad Éireann, dem Oberhaus des irischen Parlaments.

## Biografie
Leonard arbeitete nach der Schulzeit in der landwirtschaftlichen Kooperative von Monaghan. Bei den Wahlen zum Dáil Éireann 1973 kandidierte er im Wahlkreis Monaghan und wurde gewählt. Als bei der Wahl 1977 die Wahlkreise neu zugeschnitten wurden, konnte er dennoch seinen Sitz im neuen Wahlkreis Cavan-Monaghan verteidigen. 1981 verlor er seinen Sitz, wurde jedoch über die Verwaltungsliste in den Seanad Éireann gewählt. Er konnte jedoch schon bei den Wahlen im Februar 1982 seinen Sitz zurückerobern. Diesen Sitz konnte er dann bis 1997 verteidigen.
Jimmy Leonard war mit Tess verheiratet und hatte mit ihr fünf Kinder, darunter auch Ann Leonard, die von 1997 bis 2002 Mitglied im Seanad Éireann war.